# 光照院尊久
光照院 尊久（こうしょういん そんきゅう、生没年不詳）は、室町時代前期の尼僧。室町幕府第3代将軍・足利義満の娘。

## 生涯
父は足利義満。母は側室の慶雲庵主。第4代将軍・足利義持や第6代将軍・足利義教の異母妹にあたる。尊久は早くから尼として光照院御寮と称された。応永28年（1421年）3月に義持の正室の日野栄子や義満の側室であった高橋殿らと共に熊野詣に出発している。
足利義教とは関係がかなり良好だったようであり、母が義教の不興を受けながらも彼女は処罰されていない。没年に関しては嘉吉元年（1441年）以降とされている。
なお、義満の娘の中では記録が特に多い。